# Pulsar binaire
Pour les articles homonymes, voir Pulsar (homonymie).
Un pulsar binaire est un couple d'étoiles dont l'une des étoiles est une étoile à neutrons de type pulsar. La seconde étoile de ce système est appelée « compagnon », et peut être à n'importe quel stade de son évolution. Ce compagnon peut ainsi être une étoile de la séquence principale, une naine blanche ou un objet plus compact tel une étoile à neutrons ou un trou noir.
Quand le compagnon est une étoile à neutrons détectée en tant que pulsar, on ne parle plus de pulsar binaire, mais de pulsar double. Les pulsars doubles sont, comparativement aux pulsars binaires, extrêmement rares, un seul, PSR J0737-3039, est connu en 2007. On ne parle en général pas de pulsar binaire quand un compagnon de masse planétaire est détecté en orbite autour de ce pulsar, comme pour PSR B1257+12, autour duquel plusieurs planètes ont été détectées, ou pour PSR 1620-26 autour duquel un compagnon de la masse de Jupiter, probablement capturé après la formation de l'étoile à neutrons, a également été mis en évidence.

## Population
La plupart des pulsars binaires sont aussi des pulsars millisecondes. Cette corrélation s'explique par le fait que l'évolution d'un système binaire comprenant un pulsar amène en général ce dernier à accréter de la matière de son compagnon, lors de sa phase de géante rouge, par exemple, et que le phénomène d'accrétion est un moyen d'accélérer la période de rotation de l'astre.

## Pulsars binaires et relativité générale
Le premier pulsar binaire, PSR B1913+16, ou « pulsar de Hulse et Taylor », a été découvert en 1974 au radiotélescope d'Arecibo par Joseph Hooton Taylor et Russell Hulse. Son étude a mis en évidence une accélération de la période orbitale du système, signe que les deux corps voyaient leur orbite se resserrer, en raison de l'infime perte d'énergie qu'ils subissent du fait de l'émission de rayonnement gravitationnel. Il s'agissait alors de la première mise en évidence, indirecte, de l'existence des ondes gravitationnelles. Cette découverte a valu aux deux auteurs le prix Nobel de physique en 1993. Plusieurs autres pulsars binaires ont également mis en évidence l'existence des ondes gravitationnelles, comme PSR J0751+1807, PSR B1534+12 et plus récemment le pulsar double PSR J0737-3039, qui représente d'ailleurs à ce jour[Quand ?] le système le plus compact et celui permettant le plus grand nombre de tests de la relativité générale en régime dit de champ fort, c'est-à-dire où le champ gravitationnel est très significativement plus intense que dans le Système solaire.
D'une manière générale, les pulsars binaires permettent de mettre en évidence quantité d'effets de relativité générale comme le phénomène de précession du périastre, dont l'amplitude peut être considérable (plus de 4 degrés par an pour PSR B1913+16, contre 43 secondes d'arc par siècle pour Mercure), et l'effet Shapiro. De ce fait, les éphémérides de ces systèmes ne donnent pas uniquement les paramètres orbitaux usuels (aussi appelés paramètres képlériens), mais aussi les effets de relativité générale, appelés dans ce contexte paramètres post-képlériens. Un avantage de la mise en évidence des paramètres post-képlériens est qu'il dépendent uniquement des paramètres képlériens (faciles à mesurer en général) et de la masse des membres du système binaire. Or ces paramètres post-képlériens sont, dans les configurations les plus favorables, en nombre supérieur à deux, alors qu'une fois les paramètres képlériens connus, ils ne dépendent que de deux paramètres, à savoir les masses des deux corps. Cela permet ainsi de tester les prédictions de la relativité générale, car elle prédit que les paramètres post-képériens ne peuvent pas prendre des valeurs complètement arbitraires, mais dépendent des masses des deux corps. Toutes les observations disponibles aujourd'hui indiquent cependant un accord entre les prédictions de la relativité générale et les valeurs observées. Tout aussi intéressant est le fait que ces paramètres permettent en réalité de mesurer presque directement les masses des composantes d'un pulsar binaire à une précision extraordinaire. Par exemple, dans le cas de PSR B1913+16, les masses des deux composantes (deux étoiles à neutrons) sont connues à environ 10-4 près. Une précision similaire est obtenue pour PSR B1534+12 et PSR J0737-3039, pour lesquels des masses proches de la masse de Chandrasekhar sont obtenues, conformément aux modèles de formation des étoiles à neutrons.
De plus, les pulsars binaires en orbite serrée permettent d'évaluer l'importance de la population de systèmes binaires serrés dont les deux composantes sont des objets compacts. Ceci permet d'estimer la fréquence des coalescences que l'on peut espérer détecter à l'aide de détecteurs d'ondes gravitationnelles tels VIRGO, LIGO ou leurs successeurs. Les pulsars binaires ne permettent cependant pas de déterminer la population de systèmes comprenant deux trous noirs, qui sont plus intéressants pour la mise en évidence d'ondes gravitationnelles.